# Blumenstein BE
| BE ist das Kürzel für den Kanton Bern in der Schweiz. Es wird verwendet, um Verwechslungen mit anderen Einträgen des Namens Blumenstein zu vermeiden. |

Blumenstein ist eine Einwohnergemeinde im Schweizer Kanton Bern. Sie gehört zum Verwaltungskreis Thun.

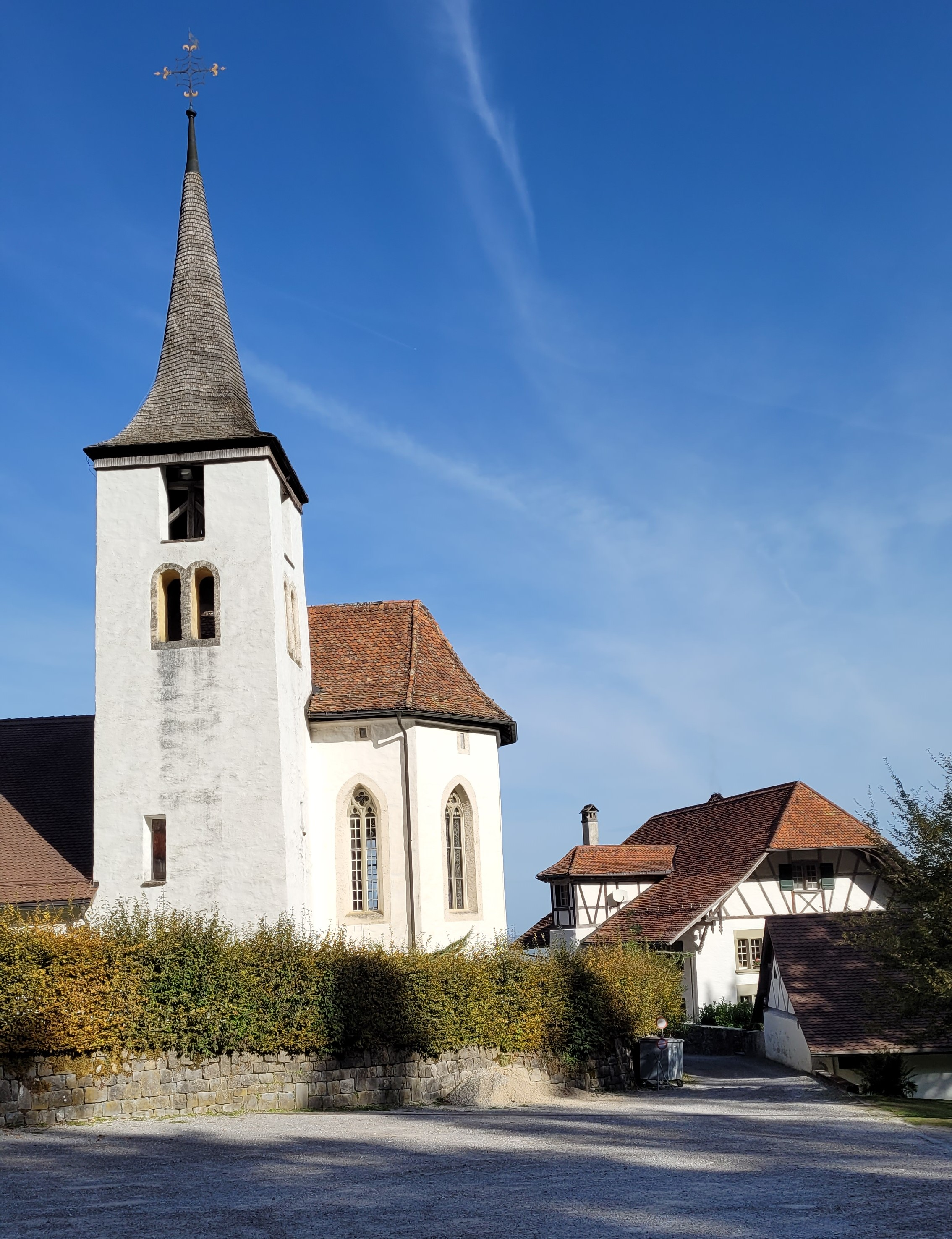
Alte Kirche und Pfarrhaus

## Geographie
Die Gemeinde ist die westlichste Gemeinde des Amtsbezirks Thun. Sie liegt an der Nordseite der Stockhornkette im obersten Teil des Gürbetals und im Stockental. An ihrem Nordrand fliesst die Gürbe durch. Die Gemeinde besteht aus zwei Teilen: einerseits aus Inner-Blumenstein mit dem Dorf Blumenstein und den Weilern Eschli, Gassen, Rüdeli und Wäsemli; andererseits aus den Weilern Bodenzingen, Lochmannsbühl und Reckenbühl (zusammen Ausser-Blumenstein genannt) sowie der ehemals selbständigen Gemeinde Tannenbühl. Daneben gibt es zahlreiche Häusergruppen und Einzelgehöfte. Vom Gemeindegebiet von 1552 ha wird die Hälfte, 49,6 %, landwirtschaftlich genutzt. Weitere 38,0 % sind Wald und Gehölz und 8,5 % unproduktive Fläche (wie Felsen) – vor allem im Berggebiet Richtung Stockhornkette. Nur 3,9 % des Gemeindeareals sind überbaut.
Die Gemeinde liegt am Rand des Regionalen Naturparks Gantrisch.

## Bevölkerung
| Jahr | Einwohner |
| ---- | --------- |
| 1764 | 443       |
| 1850 | 1'077     |
| 1900 | 814       |
| 1910 | 814       |
| 1930 | 955       |
| 1941 | 965       |
| 1960 | 1'121     |
| 1980 | 1'167     |
| 2000 | 1'202     |
| 2005 | 1'170     |
| 2019 | 1'248     |
| 2010 | 1'171     |
| 2023 | 1'303     |

Die Einwohnerzahl stieg zwischen 1764 und 1850 stark an (1764–1850: +143,1 %). Dann ging sie bis 1900 als Folge der Abwanderung in die Industriegebiete (in und um Thun) stark zurück (1850–1900: −24,4 %). Zwischen 1910 und 1930 sowie zwischen 1941 und 1960 gab es zwei grosse Wachstumsschübe, so dass die Einwohnerzahl einen neuen Höhepunkt erreichte (1910–1960: +37,7 %). Bis 1980 sank die Zahl der Bewohner ein wenig, stieg dann aber bis ins Jahr 2000 auf einen neuen Höchststand von 1'202 Einwohnern an. Seither ist die Bevölkerungszahl einigermassen stabil. Die Mehrheit der Einwohner (60 %) sind zwischen 21 und 64 Jahre alt.

### Sprachen
Die Bevölkerung spricht im Alltag eine hochalemannische Mundart, die zu den Dialekten des Berndeutschen gehört. Bei der letzten Volkszählung im Jahr 2000 gaben 97,15 % Deutsch, 1,76 % Albanisch und 0,34 % Französisch als Hauptsprache an.

### Religionen – Konfessionen
In früheren Zeiten waren alle Bewohner Mitglied der evangelisch-reformierten Landeskirche. Durch Zuwanderung aus anderen Regionen der Schweiz und dem Ausland sowie Kirchenaustritten hat sich dies geändert. Am 31. Dezember 2007 setzten sich die Religionen wie folgt zusammen: 82 % reformiert, 6 % katholisch, 10 % konfessionslos und 2 % Andere (Muslime und einige gaben keine Auskunft zu ihrem Glaubensbekenntnis). Die Muslime sind fast ausschliesslich albanischer Herkunft.

### Herkunft – Nationalität
Der Anteil der ausländischen Zuwanderung ist gering. Stand 31. Dezember 2007: Einwohner 1176 davon 39 Einwohner Ausländer. Von den 1'139 Schweizer Staatsangehörigen hatten zehn Personen mehr als eine Staatszugehörigkeit. Die wenigen Zuwanderer kommen aus Serbien-Montenegro, Mazedonien (in beiden Fällen meist Albaner), Deutschland, Italien, Spanien, Sri Lanka und den Niederlanden.

## Politik
Gemeindepräsident ist Michael Kammer (parteilos, Stand 2024).
Die Stimmenanteile der Parteien anlässlich der Nationalratswahl 2023 betrugen: SVP 48,5 % (−1,1 %), SP 10,3 % (±0,0 %), EDU 8,9 % (+4,5 %), EVP 7,0 % (+0,5 %), GPS 5,4 % (−0,9 %), glp 6,9 % (+1,0 %), Mitte 4,8 % (−5,0 %), FDP 3,1 % (−0,1 %).

## Wirtschaft

Blumenstein-Bad: Eine Gruppe von 7 Badegästen unterhält sich mit dem Badewirt. Rechts bringt ein Diener einen Korb mit Weinflaschen. Aquarell von Emanuel Jenner (1808).

Bis weit ins 20. Jahrhundert hinein war das Dorf von der Landwirtschaft geprägt. Daneben spielte der Kurbetrieb im Luftkurort Blumenstein-Bad eine bedeutende Rolle. Bis ins 19. Jahrhundert dominierte der Getreide- und Kartoffelanbau die Landwirtschaft, ehe man im grossen Stil mit der Viehwirtschaft begann. Im Jahr 2000 arbeiteten in den 32 Landwirtschaftsbetrieben noch 87 Beschäftigte. Industrie und Kleingewerbe bieten 153 Personen eine Arbeitsmöglichkeit, während in den 27 Dienstleistungsbetrieben 119 Personen ein Auskommen finden. Zahlreiche Blumensteiner sind heute Wegpendler – vor allem in die Stadt Thun.

### Tourismus

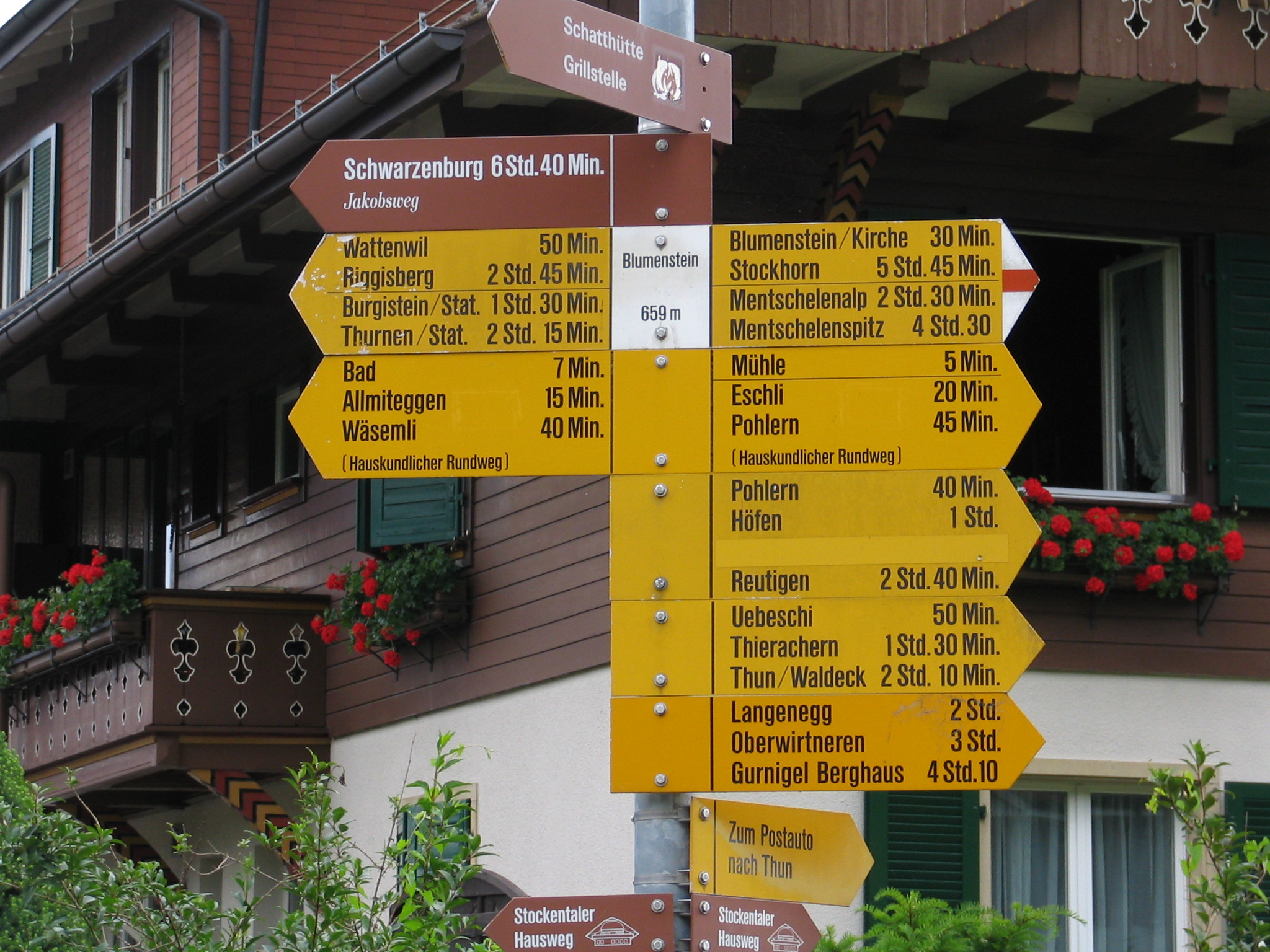
Wanderwegweiser im Zentrum von Blumenstein

In früheren Zeiten zog vor allem Blumenstein-Bad Fremde an. Heute kommen vorwiegend Wanderer und Fahrradfahrer nach Blumenstein. Die Gemeinde hat 2008 einen Beitritt zum regionalen Naturpark Gantrisch abgelehnt.

### Verkehr
Blumenstein liegt an keiner Bahnlinie, ist aber per Bus gut ans Netz des öffentlichen Verkehrs angeschlossen. Von und nach Thun verkehren die Linien 3, 50 und 51 der STI, von und nach Seftigen-Bahnhof tagsüber die Linie 53.
Blumenstein liegt an der Strasse von Wimmis nach Seftigen, hat aber auch Richtung Thun gute Strassenverbindungen. Die nächstgelegenen Autobahnanschlüsse sind Thun-Süd und Thun-Nord an der A6.

## Geschichte
Die Gemeinde wurde erst relativ spät besiedelt. Die Herrschaft Bluomenstein verkaufte Peter von Raron am 18. Mai 1348 an die Stadt Bern. Die Niedere Gerichtsbarkeit hatten verschiedene Familien, zuerst die Herren von Blumenstein, zuletzt die von Wattenwyl. Ein Mitglied der letzteren Familie verkaufte 1642 seine Herrschaftsrechte an Bern. Vorerst gehörte der Ort zum Landgericht Seftigen, von 1658 bis 1798 zum Amt Thun. Von 1798 bis 1803 war Blumenstein Teil des helvetischen Distrikts Oberseftigen. Seither gehört die Gemeinde zum Amtsbezirk Thun. Der Weiler Tannenbühl war bis zu seiner Eingemeindung im Jahr 1859 eine eigenständige Gemeinde (1850: 385 Einwohner).

## Sehenswürdigkeiten
Sehenswert ist die am Fallbach gelegene Gebäudegruppe mit der Kirche (ehemals St. Nikolaus), dem Pfarrhaus, dem Küherhaus und der Pfrundscheune. Diese Baugruppe gehört zu den Bauwerken mit nationaler Bedeutung. Auch verschiedene alte Bauernhäuser sind wegen ihres eigenen Stils sehenswert.

## Persönlichkeiten
- Ján Cibuľa (1932–2013), Arzt, Politiker, Gründungspräsident International Roma Union
- Nico Müller (* 25. Februar 1992), Rennfahrer DTM Audi Sport